# All This Way (musikalbum)
All This Way är Amanda Fondells första studioalbum, utgivet 2011 av Universal Music AB. Fondell spelade in albumet den 10–11 december 2011 i en studio på Östermalm i Stockholm. Albumet är ett slags sammanfattning av Fondells tid från Idol 2011. Albumet innehåller vinnarlåten All This Way samt nio låtar av hennes egna favoriter som hon framfört under fredagsfinalerna i Idol 2011.

## Låtlista
| 1.           | "All This Way"                  | Amanda Fondell     | 3:18  |
| 2.           | "My Man"                        | Miss Li            | 3:22  |
| 3.           | "It's Oh So Quiet"              | Björk              | 3:39  |
| 4.           | "Please Mr. Postman"            | The Marvelettes    | 2:30  |
| 5.           | "True Colors"                   | Cyndi Lauper       | 2:19  |
| 6.           | "(I Can't Get No) Satisfaction" | The Rolling Stones | 3:20  |
| 7.           | "Song 2"                        | Blur               | 2:04  |
| 8.           | "I Got a Woman"                 | Ray Charles        | 2:55  |
| 9.           | "Hey Ya!"                       | Outkast            | 2:48  |
| 10.          | "Made Of"                       | Nause              | 3:03  |
| Total längd: | Total längd:                    | Total längd:       | 29:18 |

## Listplaceringar
| Lista (2011-2012) | Topplacering |
| ----------------- | ------------ |
| Sverige           | 1            |